# Менделеево (Абхазия)
Менделе́ево или Агхуа (абх. Агхуа, груз. მენდელეევო) — село в Абхазии. Находится в Гагрском районе. Высота над уровнем моря составляет 420 метров. Население — 20 человек (1989).

## Население
По данным 1959 года в селе Менделеево жило 245 человек, в основном армяне В 1989 году в селе проживало 20 человек, также в основном армяне.

## История
Переименован в Агхуа согласно Постановлению ВС Республики Абхазия от 4 декабря 1992. По законам Грузии продолжает носить название Менделеево.